# 日本住血吸虫
日本住血吸虫（にほんじゅうけつきゅうちゅう、学名：Schistosoma japonicum）は、扁形動物門吸虫綱二生吸虫亜綱有壁吸虫目住血吸虫科住血吸虫属に属する動物。哺乳類の門脈内に寄生する寄生虫の一種である。日本住血吸虫がヒトに寄生することにより起こる疾患の事を日本住血吸虫症という。
中間宿主は淡水（水田や側溝、ため池）に生息する小型の巻貝のミヤイリガイ（別名カタヤマガイ）。最終宿主はヒト、ネコ、イヌ、ウシなどの様々な哺乳類である。
分布は日本を含む東アジア、東南アジア。かつては日本が分布の北限であった。日本では、寄生虫病予防法（1932年-1994年）により、日本住血吸虫病の有病地（発生地）を都道府県知事が告示していた。

## 特徴

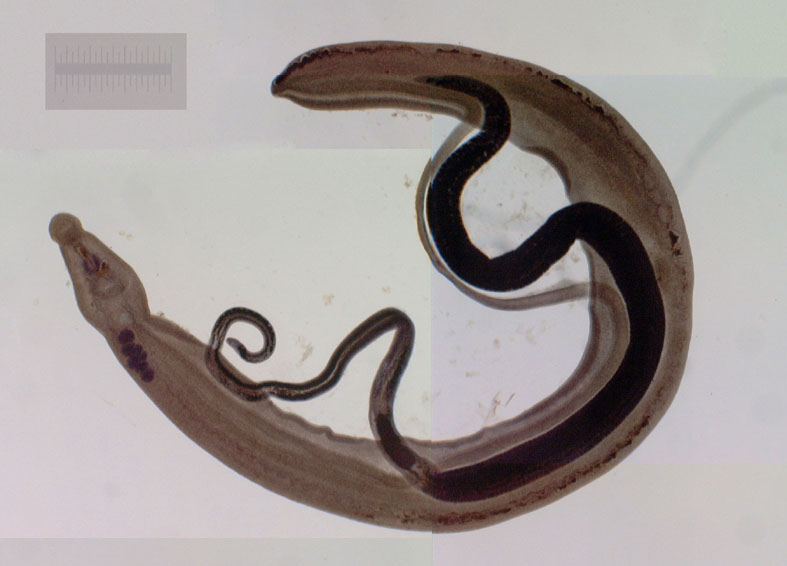
日本住血吸虫の鉄ヘマトキシレン染色標本。

紐状の形の、細長い吸虫。雌雄異体で、雌は黒褐色で細長く、雄は雌よりも淡い色で太くて短い。雄の腹面には抱雌管と呼ばれる溝があり、ここに雌が挟み込まれるようにして、常に雌雄一体になって生活する。体長は雄が9-18 mm、雌が15-25 mm。虫卵の大きさは70-100×50-70 μm。ヒトを含む哺乳類の血管（門脈）内に寄生し、赤血球を栄養源にする。

## 生活環

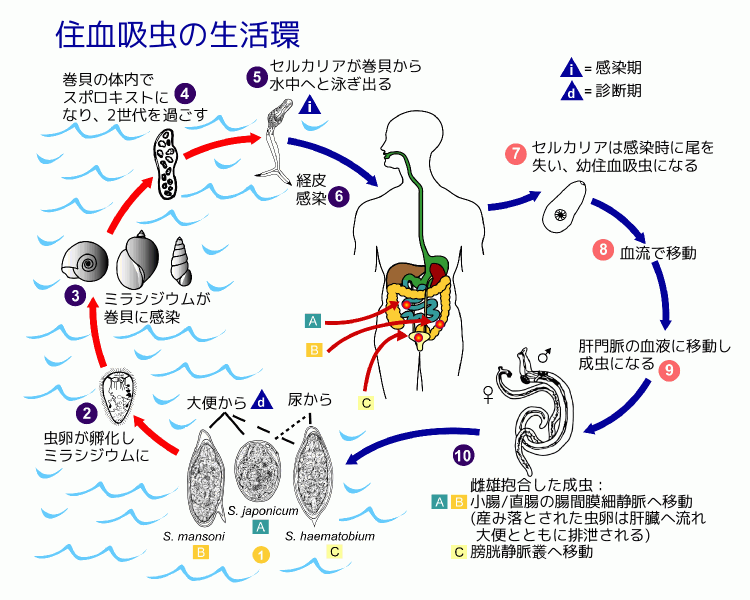
住血吸虫の生活環

最終宿主動物の糞便とともに排出された卵は水中で孵化し、繊毛を持つミラシジウム（またはミラキディウム／miracidium）幼生となる。ミラシジウム幼生はミヤイリガイの体表を破って体内に侵入し、そこで成長するとスポロシスト幼生となる。スポロシスト幼生の体内は未分化な胚細胞で満たされており、これが分裂して胚に分化し、多数の娘スポロシスト幼生となってスポロシスト幼生の体外に出る。娘スポロシスト幼生の体内の胚細胞は、長く先端が二又に分岐した尾を持つセルカリア (cercaria) 幼生となって娘スポロシスト幼生と宿主の貝の体表を破って水中に泳ぎ出す。ミヤイリガイは水田周辺の溝などに生息しており、その水に最終宿主が皮膚を浸けたときに、セルカリアが皮膚分解酵素を分泌して皮膚から侵入し感染する。その後肝臓の門脈付近に移動して成体となる。成体は成熟すると雌雄が抱き合ったまま門脈の血流を遡り、消化管の細血管に至ると産卵する。卵は血管を塞栓するためその周囲の粘膜組織が壊死し、卵は壊死組織もろとも消化管内にこぼれ落ちる。

## 歴史

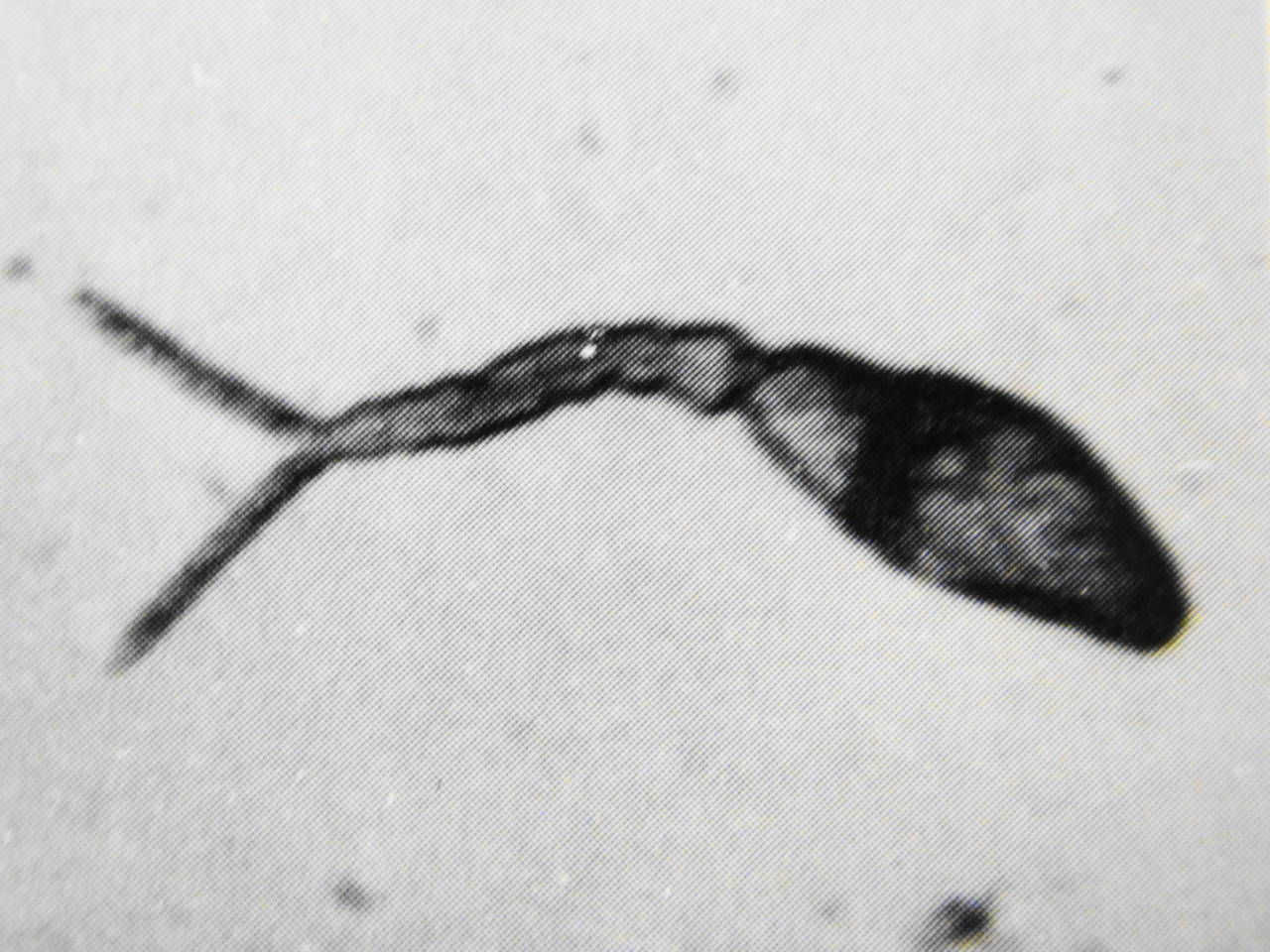
日本住血吸虫のセルカリア。これが水系から経皮膚的に哺乳類に感染する。

- 1904年 - 岡山医学専門学校（現・岡山大学）の桂田富士郎が、有病地の一つであった甲府盆地（山梨県）からネコを持ち帰り、その体内から吸虫を発見。日本住血吸虫と命名した。
- 1913年 - 九州大学の宮入慶之助が中間宿主としてミヤイリガイを特定。感染ルートを解明した。
- 1972年 - 中国湖南省長沙で発掘された馬王堆漢墓第一号墓の辛追の肝臓から、本虫の虫卵が確認された[1]。

日本の個体群が最初に医学的、生物学的に記載されたため日本住血吸虫と名付けられた。日本人が国外に広げた日本特有の寄生虫という訳ではない。

## 学名について
桂田富士郎が命名した際の論文ではSchistosomum japonicumと綴られている。このSchistosomumという属名は、ラヴランとラファエル・ブランシャールが血液寄生虫についてまとめた1895年の著作の中で住血吸虫の命名法上正しい属名として示したものだが、これはSchistosoma Weinland, 1858に対する不当な修正名であるとみなされている。国際動物命名規約条11.9.3.2には「種階級群名は，実際には属名の修正名や不正な綴りに結合して公表されたとしても，属名の正しい原綴りに結合して公表されたものと見なす」と規定されているため、桂田による公表の時点でSchistosoma japonicumと命名されたものとみなされる。

## 症状

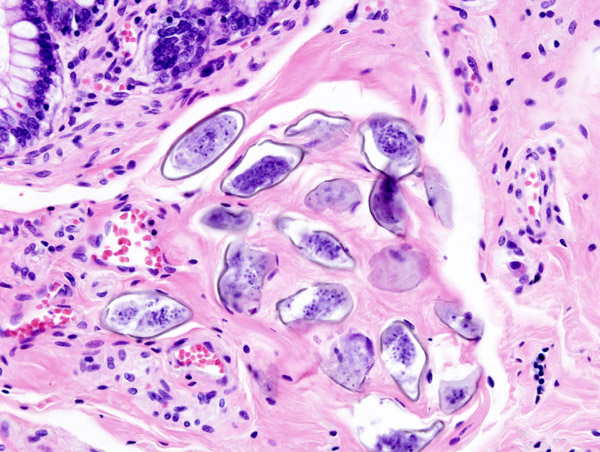
大腸粘膜の虫卵

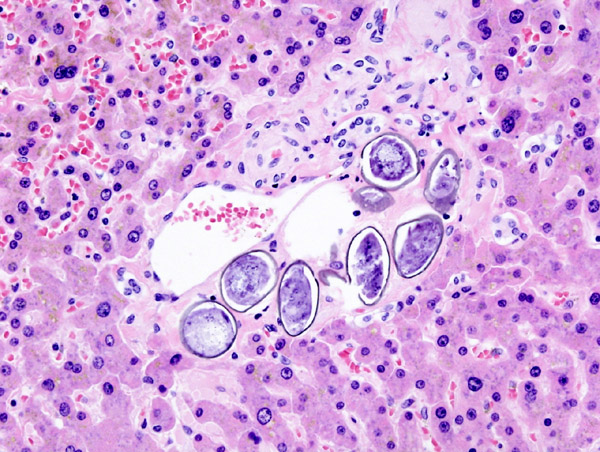
肝臓の虫卵

感染初期には、セルカリアが侵入した皮膚部位に皮膚炎が起こる。次いで急性期の症状として、発熱、腹痛、水様便あるいは粘血便が現れる。肝腫大を認める場合もある。慢性期には、成体が腸の細血管で産卵した卵の一部が血流に乗って流出し、虫卵が主要臓器の細動脈に塞栓して周囲に炎症が起こり肉芽腫を形成する。これによって肝硬変のほか、貧血、脾腫、消化器障害などを併発する。好酸球増多も認められる。肝硬変が顕著な例では、門脈の血流が鬱滞して腹水がたまり腹部膨満をきたす。また脳においては、てんかん、痙攣などの症状が現れる。症状を放置すると最終的には衰弱し死に至る。
右の顕微鏡写真は、病理解剖で見つかった結腸と肝臓の住血吸虫卵の痕跡。かつての流行地での生活履歴を物語る所見である。第二次世界大戦中に中国南方、東南アジア（フィリピンなど）に日本軍へ従軍した折の感染であることも多い。

## 疫学

### 日本における過去の有病地
日本では、古くから山梨県の甲府盆地底部、福岡県・佐賀県の筑後川流域、広島県深安郡旧神辺町片山地区（現：福山市）が三大流行地であり、風土病として知られていた。
最大の有病地である山梨県ではこれを「地方病」と呼び、古くは「流行地には娘を嫁に出すな。」という俗諺が生じていた。同県では、日本住血吸虫対策を行ったことで、肝硬変による死亡率が約2⁄3にまで激減するほど、人々の生命を脅かす存在だった。

### 日本における対策

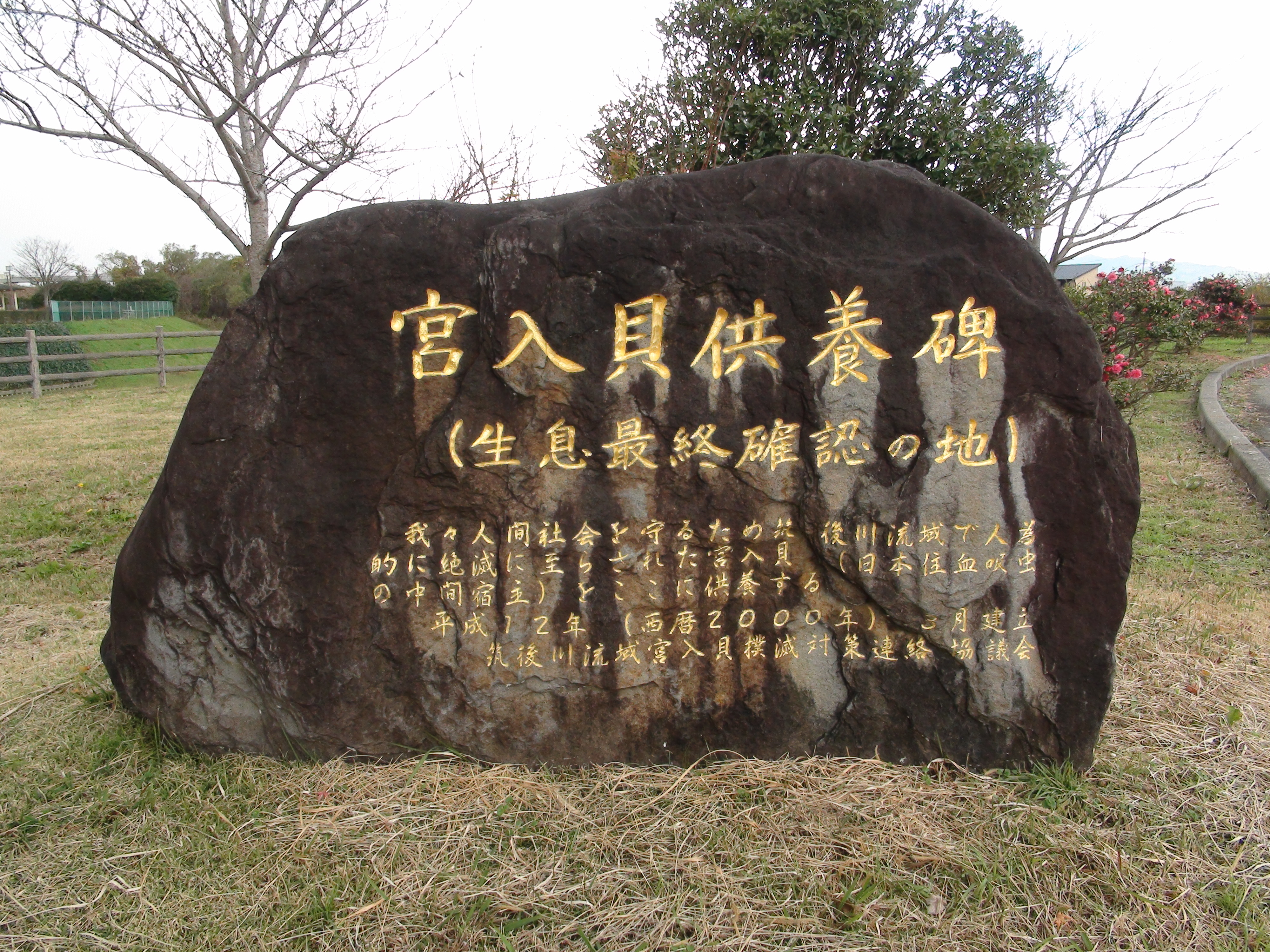
宮入貝供養碑。久留米市宮ノ陣。2014年12月撮影。

日本住血吸虫症（地方病）にはプラジカンテルと言う特効薬がある。
しかし、感染を繰り返す度に肝臓が破壊される問題もあるため、根本的な解決には至らない(なお、同薬は1970年代に開発された商品であるため、それ以前には薬と呼べるものは存在しなかった)。
そのため「水田、用水路には素足で入らないこと」等の感染予防指導を行い、同時に日本住血吸虫の生活環自体を破壊する試みが行われた。
日本住血吸虫の中間宿主であるミヤイリガイは、水田の側溝などに生息し、特に水際の泥の上にいる。そこで、それまで素堀で作られていた水田の側溝をコンクリート製のU字溝に切り替えたり、PCPなどの殺貝剤を使用し、ミヤイリガイが生息できない環境を造る取り組みが行われた。
日本では第二次世界大戦後に圃場整備が進んだことから、ミヤイリガイも減少し、日本住血吸虫病も1978年以降、新規患者の報告はなくなった。
1996年2月、国内最大の感染地帯であった甲府盆地の富士川水系流域の有病地を持つ山梨県は、日本住血吸虫病流行の終息を宣言した。115年にわたる対策の成果であった（詳細は「地方病 (日本住血吸虫症)」を参照）。
西日本における主要な感染地帯であった筑後川流域では、筑後大堰の建設を機に、河川を管理する建設省（現・国土交通省）、堰を管理する水資源開発公団（現・水資源機構）、流域自治体の三者が共同して、1980年より湿地帯の埋立て等の河川整備を堰建設と同時に行い、徹底的なミヤイリガイ駆除を図った。この結果、1990年には福岡県が安全宣言を発表し、その後10年の追跡調査を経て新規患者が発生していないことを確認し、2000年に終息宣言を発表した。ミヤイリガイの最終発見地となった久留米市には「宮入貝供養碑」が建立され、人為的に絶滅に至らしめられたミヤイリガイの霊を弔っている（詳細は筑後川#日本住血吸虫症の撲滅を参照）。
昔、印旛沼・江戸川・中川を含めた利根川流域（茨城県・千葉県・埼玉県）と荒川流域（東京都）は有病地で、1970年に河川敷で放牧されていた乳牛に再発生した。このため千葉県が自衛隊に依頼してミヤイリガイ生息地を火炎放射器で焼き払ったうえに客土で覆い、放牧地として使わなくする措置をとった。
ただし、全てのミヤイリガイが絶滅したわけではない。現在でも千葉県小櫃川流域及び最大の有病地であった山梨県甲府盆地北西部の釜無川流域では、継続的に生息が確認されている。つまり、他国で感染したヒトの糞便がこれらの河川に流入した場合等を考慮すると、再発生する可能性は残されており、絶対的に安全というわけではない。

### 日本国外での対策
中華人民共和国や、フィリピンをはじめとする東南アジアではいまだに感染地域が残り、プラジカンテルに対する耐性の出現も報告されている。またアフリカ等ではマンソン住血吸虫、ビルハルツ住血吸虫、東南アジアではメコン住血吸虫の感染も問題になっている。ワクチンによる予防手段はないので、感染地では淡水の生水を皮膚に接触させないことが重要である。